# Alfredo Campos (político, 1942)
Alfredo José de Campos Melo (Abaeté, 20 de março de 1942 — Belo Horizonte, 12 de outubro de 2008)
foi um pecuarista, advogado e político brasileiro que foi senador pelo Estado de Minas Gerais entre 1983 e 1995. Foi também membro do Conselho da República (1995 – 1997).

## Início da vida pública
Filho do advogado José de Campos Melo e de Alda da Cunha de Campos Melo, seu avô foi deputado federal de 1918 a 1920; seu tio-avô foi senador estadual e deputado federal e seu tio foi deputado estadual e deputado federal.
Formou-se em Direito em 1967 pela Universidade Federal de Minas Gerais.
Filiado à UDN, foi nomeado em 1964 oficial-de-gabinete do presidente do IPSEMG.
Com a extinção do pluripartidarismo, filiou-se ao Movimento Democrático Brasileiro (MDB). Começou suas atividades políticas em 1966 no movimento estudantil por meio do centro acadêmico de sua universidade. Foi presidente, em 1966, da Associação dos Servidores do Instituto de Previdência dos Servidores do Estado de Minas Gerais. Presideiu também a Federação Mineira dos Servidores Públicos do Brasil, no biênio 1968/1969, sendo então eleito vice-presidente da Confederação dos Servidores Públicos do Brasil, onde permaneceu até 1970.
Por indicação de Newton Cardoso, foi diretor da Fundação de Ensino de Contagem e da Fundação Mineira de Educação e Cultura (FUMEC). Entre 1975 e 1978, foi procurador nacional do MDB junto ao Tribunal Superior Eleitoral.

## No Senado
Em novembro de 1978, foi eleito suplente de senador na chapa encabeçada por Tancredo Neves. Com o fim do bipartidarismo, filiou-se ao PP junto com Tancredo Neves e, com a incorporação do partido ao PMDB, filiou-se a esse último.
Em março de 1983, tomou posse como senador, devido à eleição de Tancredo Neves ao governo de Minas Gerais, votando neste no colégio eleitoral de 1985.
No Senado, integrou o grupo moderado do PMDB, conhecido como "monobloco", composto por 17 senadores. Foi decisivo na eleição de José Fragelli à presidência do Senado em 1985, derrotando o candidato apoiado por Tancredo, Humberto Lucena. Exerceu os cargos de líder do PMDB e líder do governo no Senado.
Em novembro de 1986, foi eleito senador, com o apoio do candidato vitorioso ao governo de Minas Gerais, Newton Cardoso, atingindo cerca de 1.400.000 votos. Deixou o PMDB em 1989, filiando-se ao PL. Três meses depois desligou-se do partido, permanecendo sem qualquer filiação partidária até o final do mandato. Não se candidatou à reeleição em 1994. De volta ao PMDB, tentou em 1998 uma vaga à Assembleia Legislativa de Minas Gerais, sem sucesso.